# Labib Mahmoud
Hani Labib Mahmoud (arabe : هاني لبيب محمود) (né le 25 août 1907 en Égypte et mort à une date inconnue) est un joueur de football international égyptien, qui évoluait au poste d'attaquant.

## Biographie
Il a joué sa carrière de club au Caire à Al Ahly SC.
Il participe à la phase finale à la coupe du monde 1934 en Italie où ils ne jouent qu'un seul match contre la Hongrie en 8e de finale, et où ils s'inclinent 4 buts à 2.
Il participe également aux jeux olympiques de 1936 à Berlin, où ils perdent 3-1 lors du premier tour, contre l'Autriche.